# Szalárd község
Szalárd község (románul: Comuna Sălard) község Bihar megyében, Romániában. Központja Szalárd, beosztott falvai Hegyközszentimre, Jákóhodos.

## Népessége
A 2011-es népszámlálás adatai alapján a község népessége 4340 fő volt.